# Rebel's Begrafenisonderneming

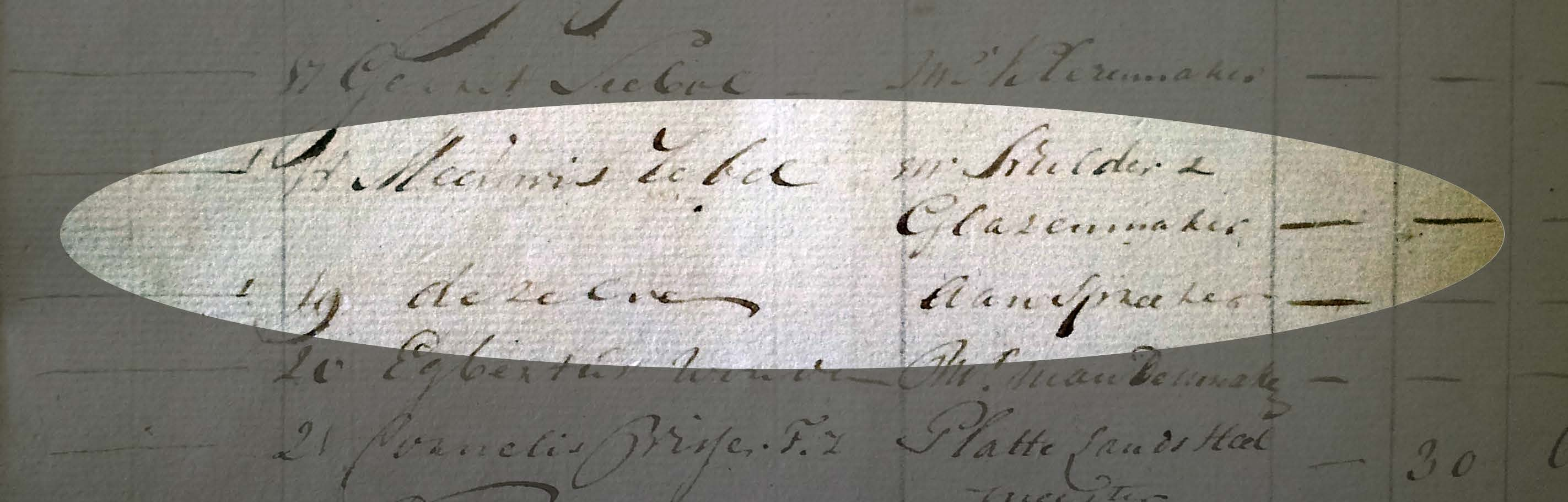
Patentverlening aan Meeuwis Rebel als aanspreker in Huizen uit 1810

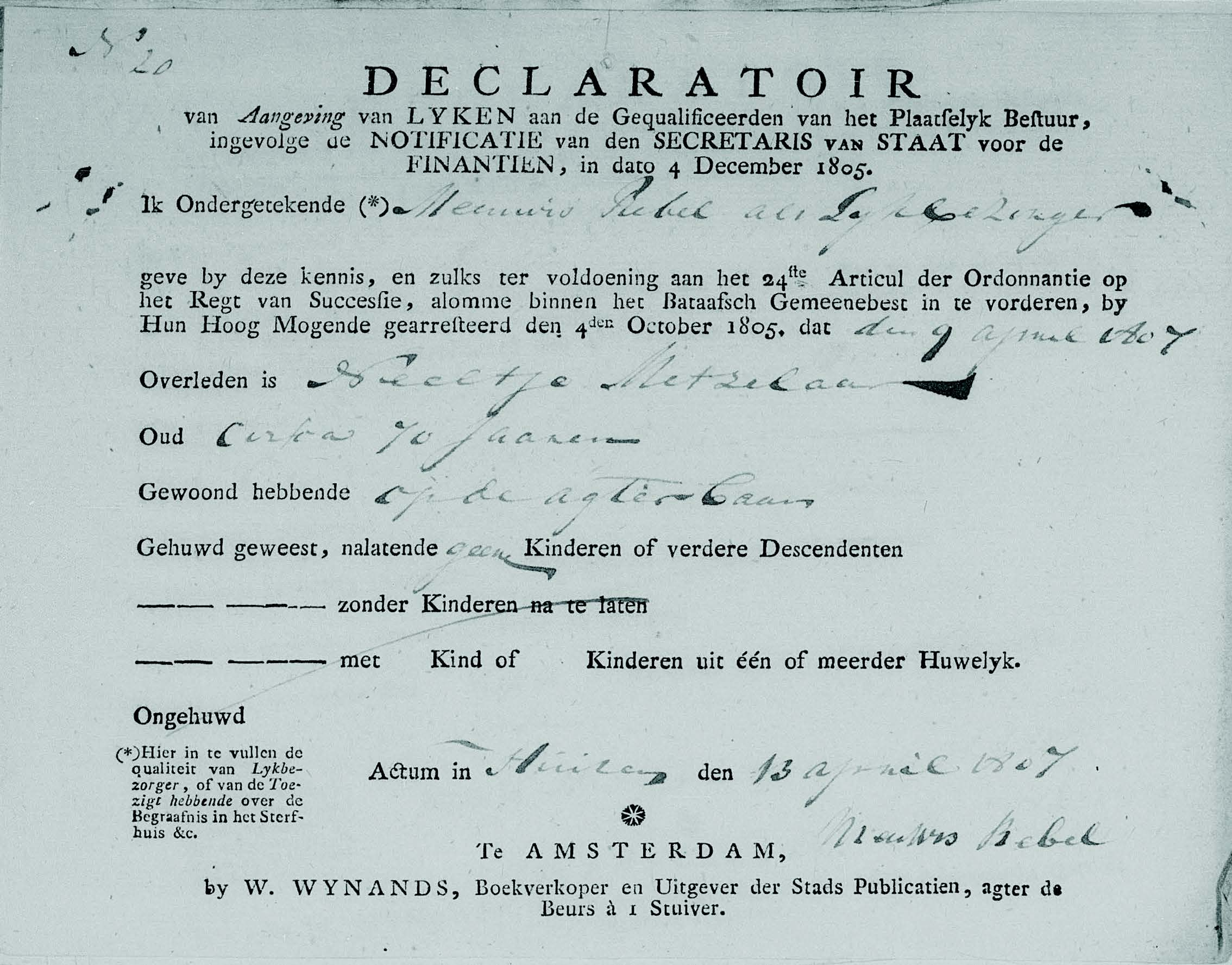
Overlijdensakte uit 1807 met Meeuwis Rebel als lijkbezorger

Mijndert Rebel Gzn was van 1963 tot 1995 de 6e generatie die Rebel's Begrafenisonderneming voortzette

Rebel's Begrafenisonderneming is een van de oudste uitvaartondernemingen van Huizen. Volgens de overlevering werd het bedrijf opgericht in het jaar 1815, maar de oprichter, Meeuwis Rebel, verzorgde reeds eerder begrafenissen. Zo wordt Meeuwis Rebel genoemd als lijkbezorger in een overlijdensakte uit 1807. Daarnaast is er een patentverlening uit 1810 op zijn naam als aanspreker in Huizen.
De onderneming heet Rebel's Begrafenisonderneming omdat er ten tijde van de oprichting nog geen mogelijkheid tot crematie was in Nederland. Tegenwoordig worden alle soorten uitvaarten verzorgd.
Het bedrijf is altijd voortgezet door de familie en op dit moment wordt de uitvaartonderneming geleid door de achtste generatie, te weten Mijndert Rebel. Het bedrijf heeft twee vestigingen: een uitvaartcentrum in Huizen, gevestigd in het 't Visnet en een uitvaartwinkel in Almere.

## Generaties
De acht generaties die het bedrijf hebben geleid zijn:
1. Meeuwis Rebel (9-8-1749 – ?)
2. Mijndert Rebel (21-12-1800 – 2-8-1859)
3. Gijsbert Rebel (25-4-1835 – 14-7-1887)
4. Mijndert Rebel (2-4-1867 – 25-8-1927)
5. Gijsbert Rebel (3-4-1892 – 5-2-1963)
6. Mijndert Rebel (27-11-1919 – 17-4-2000)
7. Jan Rebel (1-3-1949)
8. Mijndert Rebel (7-2-1980)